# Frank Mathwig
Frank Mathwig (* 11. Dezember 1960 in Herford, NRW) ist ein deutscher, in der Schweiz lehrender evangelischer Theologe und Ethiker. Zu seinen Arbeits- und Themenbereichen gehören Theologische Ethik, Politische Ethik und Bioethik.

## Biografie
Mathwig wuchs in seiner Heimatstadt Herford freikirchlich (baptistisch) auf. Nach Abitur und Zivildienst studierte er ab 1982 Evangelische Theologie und Philosophie an der Philipps-Universität Marburg und der Universität Hamburg. Neben dem Studium absolvierte er eine Ausbildung zum Krankenpfleger und war nebenberuflich in einem Rehabilitationszentrum für Schwerbehinderte und in der Intensivrehabilitation tätig. Von 1996 bis 2000 arbeitete er an einem sozialmedizinischen Projekt der Psychiatrie für das Kinder- und Jugendalter der Philipps-Universität Marburg unter Leitung von Gerd Schulte-Körne mit. 1998 promovierte er in Marburg in Evangelischer Theologie mit einer Dissertation zum Thema Technikethik im Spannungsfeld neuer Technologien und ethischer Tradition. Voraussetzungen, Möglichkeiten und Grenzen Angewandter Ethik in der Technologiegesellschaft.
Von 1999 bis 2001 war er als Assistent bei Wolfgang Lienemann an der Universität Bern im Forschungsprojekt Medizinische Ethik zwischen technischen Herausforderungen und ökonomischen Grenzen der Schweizerischen Akademie der Medizinischen Wissenschaften und der Stiftung Universität und Gesellschaft tätig. Von 2001 bis 2005 war er Assistent von Wolfgang Lienemann am Institut für Systematische Theologie (Abteilung Ethik) der Theologischen Fakultät der Universität Bern. Seit 2005 arbeitet er hauptberuflich als Beauftragter für Ethik am Institut für Theologie und Ethik (ITE) des Schweizerischen Evangelischen Kirchenbundes (SEK) in Bern. Seit 2007 hat er einen Lehrauftrag an der Universität Bern. 2010 habilitierte er sich mit der Arbeit Kritische Kirche. Praktische Ethik zwischen christlicher Freiheit und gesellschaftlicher Liberalität an der Universität Siegen. 2011 wurde er zum Titularprofessor für Ethik an der Theologischen Fakultät der Universität Bern ernannt.
Mathwig ist Mitglied der Nationalen Ethikkommission im Bereich Humanmedizin (NEK-CNE), Mitherausgeber der online-Zeitschrift Ethik und Gesellschaft. Ökumenische Zeitschrift für Sozialethik und Mitherausgeber der Reihe reformiert! im Theologischen Verlag Zürich (TVZ).

## Schriften (Auswahl)
- Technikethik – Ethiktechnik. Was leistet Angewandte Ethik?. Stuttgart 2000, ISBN 3-17-016101-6.
- mit Gerd Schulte-Körne: Das Marburger Rechtschreibtraining. Ein regelgeleitetes Förderprogramm für rechtschreibschwache Kinder. Bochum 2001, 6. überarb. Aufl. 2019, ISBN 978-3-899-11110-1.
- mit Christoph Stückelberger: Grundwerte. Eine theologisch-ethische Orientierung. Zürich 2007, ISBN 978-3-290-17378-4.
- Kritische Kirche. Praktische Ethik zwischen christlicher Freiheit und gesellschaftlicher Liberalität. Siegen 2010 (unveröffentlichte Habilitationsschrift).
- Zwischen Leben und Tod. Die Suizidhilfediskussion in der Schweiz aus theologisch-ethischer Sicht. Zürich 2010, ISBN 978-3-290-17567-2.
- mit Amélé, Adamavi-Aho Ekué und Matthias Zeindler: Heimat(en)? Beiträge zu einer Theologie der Migration. Zürich 2017, ISBN 978-3-290-17896-3.
- mit Matthias Zeindler: Der Gott der Sinne. Reformierte Blicke auf Kunst der Gegenwart. Festgabe für Magdalene L. Frettlöh. Zürich 2019, ISBN 978-3-290-18280-9.